# Juan de Dios Rivera
 (octobre 2020).
Si vous disposez d'ouvrages ou d'articles de référence ou si vous connaissez des sites web de qualité traitant du thème abordé ici, merci de compléter l'article en donnant les références utiles à sa vérifiabilité et en les liant à la section « Notes et références ».
Juan de Dios Rivera Túpac Amaru (Cuzco, 1760 - Buenos Aires, 1843) était un artisan et graveur péruvien, à qui est attribuée la conception du blason national argentin.

## Biographie
Né à Cuzco, il eut pour père Alonso de Rivera et pour mère la ñusta (= princesse quechua de sang royal) Juana de la Concha Túpac Amaru. À la suite du soulèvement de Cuzco de 1780 et après que le corregidor Antonio Arriaga fut emprisonné et exécuté par les troupes de Túpac Amaru II, Juan de Dios Rivera décida de se fixer dans la ville de Potosí, dans le Haut-Pérou, sur l’actuel haut-plateau bolivien.
Après la défaite de Túpac Amaru II à Tinta en 1781, Rivera et sa famille se rendirent cette même année à la ville de Córdoba, puis, de là, se transportèrent à Luján, ces villes se situant alors toutes deux, de même que Potosí, dans la vice-royauté du Río de la Plata, aujourd’hui en Argentine. Il s'établit à Buenos Aires pour y exercer le métier de graveur et d’orfèvre, et contracta mariage avec Mercedes Rondeau. Plusieurs des gravures qui illustraient les ouvrages sortis des presses de l’imprimerie royale de Niños Expósitos à Buenos Aires étaient de sa main.

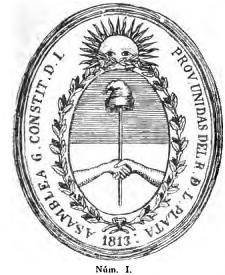
Blason national de l'Argentine conçu par Rivera. Remarquer en haut le Sol de Mayo.

De la main de Rivera est également la plaque de cuivre, réalisée en 1808, laquelle reproduit la célèbre estampe de l’hôtel de ville d’Oruro, et dont l’alcade de cette ville résolut de faire don au Cabildo de Buenos Aires, pour célébrer la victoire des rioplatenses face aux troupes de l’envahisseur anglais.
Il lui est attribué d’avoir été le premier à graver ce qui devint, par décret du 12 mars 1813, le blason national argentin. Le député de San Luis, Agustín Donado, commissionné par l’Assemblée générale constituante, avait en effet été chargé de pourvoir à la confection d’un nouveau sceau, propre à authentifier les écrits émanant du gouvernement, en lieu et place de celui utilisé jusqu’alors, doté des armes royales d’Espagne, et propre en outre à figurer sur la première monnaie nationale argentine, qui sera forgée à Potosí. Il est établi, sur la foi des termes du contrat, qu’Agustín Donado confia cette tâche à Rivera et qu’avec le sceau par lui taillé furent tamponnés quelques documents provenant de ladite Assemblée. Rivera eut l’idée de placer le Sol de Mayo (litt. Soleil de mai), inspiré de l’Inti des Incas, appelé à devenir ensuite emblème de la nation argentine, sur la figuration originale de l’écu argentin, laquelle figuration était inspirée du blason dont se trouvaient estampillés les sauf-conduits d’un club jacobin français utilisé pendant la Révolution française. Le décret de mars de l’Assemblée, porteur des signatures de son président, Tomás Antonio Valle, et du secrétaire Hipólito Vieytes, disposait que le Pouvoir exécutif suprême usât du sceau de l'Assemblée constituante, avec cette différence que l’inscription circulaire fît référence au Pouvoir exécutif des Provinces-Unies du Río de la Plata. 
Lorsque, plus tard, il s’agit d’installer au cabildo de Buenos Aires la targe (ample bouclier) d’argent et d’or que les grandes dames de Potosí avaient offerte au général Manuel Belgrano, le Cabildo confia à Rivera la tâche d’armorier cette targe, lui octroyant à cet effet deux onces d’or, ainsi qu'il appert de la convention conclue le 14 décembre 1813. Rivera passe aussi pour être l’auteur du seul portrait authentique de Mariano Moreno, c'est-à-dire dessiné du vivant de celui-ci, vers 1808, donc avant sa nomination comme secrétaire de la Première Junte.
Surnommé El Inca, en raison de ses ascendances du côté maternel, Juan de Dios Rivera eut un fils, Miguel Rivera, qui devint le médecin personnel de Juan Manuel de Rosas.